# Medrossiprogesterone acetato
Il medrossiprogesterone acetato (MPA o MAP) è un progestinico, a lunga durata d'azione che viene utilizzato come contraccettivo orale, nelle endometriosi ed in generale in endocrinologia ginecologica, nonché nelle forme di anoressia-cachessia neoplastica e non. 
Nei maschi può essere utilizzato nella fase preliminare della terapia per il cambio di sesso, ed in alcuni Paesi è utilizzato per effettuare la castrazione chimica degli stupratori.
È commercializzato in Italia con il nome di Provera (molecola di ricerca Upjohn poi acquistata da Pfizer) o Farlutal (molecola di ricerca Farmitalia poi acquistata da Pfizer).

## Indicazioni
Oltre alla menopausa, viene somministrato anche in caso di presenza di varie forme tumorali di tipo ormono-dipendenti come: mammella, endometrio, rene sia come terapia additiva che palliativa.  È indicato ad alte dosi per via orale come oressizzante e anabolizzante negli stati di grave sindrome anoressia-cachessia da neoplasia maligna in fase avanzata e da AIDS.
Da evitare in caso di gravidanza e allattamento (l'utilizzo in tali casi dovrebbe avvenire dopo 6 mesi dal parto).
Tromboflebiti, disturbi tromboembolici, apoplessia cerebrale; grave insufficienza epatica, nelle perdite ematiche vaginali o del tratto urinario di natura non conosciuta; nell'aborto ritenuto. In caso di ipersensibilità al medrossiprogesterone acetato ed infine nelle accertate o sospette neoplasie mammarie o genitali in fase iniziale.

### Off-Label
È anche indicato come terapia farmacologica nella parafilie e nella fase preliminare del cambio di sesso nel maschio.
Inoltre può essere usato nella terapia della pubertà precoce vera o centrale.

## Effetti indesiderati
I disturbi che sono stati riscontrati con somministrazione di tale farmaco sono di modesta entità, i principali risultano nausea e un aumento del peso, malattie tromboemboliche, quali: tromboflebiti ed embolia polmonare. Inoltre: nervosismo, insonnia, sonnolenza, stanchezza, depressione, vertigini, emicrania, orticaria, prurito, rash, acne, irsutismo, alopecia, edema ed esantema diffuso con o senza prurito nausea e facies lunaris.
Per quanto riguarda l'utilizzo del farmaco come contraccettivo il suo uso comporta alterazioni, mestruali tali da ritardare nel caso di cessazione dalla somministrazione il recupero della fertilità, non esistono studi che confermino attualmente una possibile sterilità da post-trattamento. Dato che il rischio di osteoporosi aumenta già prima che passino due anni dalla prima somministrazione sarebbe opportuno valutare altri metodi contraccettivi, (avvertenza del Committe on Safety of Medicines) dopo 3 anni di somministrazione non aumenta il danno alle ossa già riportato.